# Кручиани, Андрес
Диего Андрес Кручиани (исп. Diego Andrés Cruciani; род. 14 июля 1962, Баия-Бланка) — аргентинский футболист и тренер.

## Карьера
В качестве футболисты выступал за ряд аргентинских клубов, самым известным из которых был «Эстудиантес». В 1981 году вызывался в молодежную сборную Аргентины. После завершения карьеры перешел на тренерскую работу. В разные годы возглавлял сборные Гаити, Бангладеш и Мальдивы. Вместе с национальной командой Бангладеш аргентинец завоевывал серебро в Чемпионате Федерации футбола Южной Азии. Затем специалист остался работать в этой стране с клубом «Абахани».

## Достижения

### Футболиста
- Чемпион Аргентины (1): 1982 (Метрополитано).

### Тренера
- Серебряный призер Чемпионата Федерации футбола Южной Азии (1): 2005.